# La Celadilla

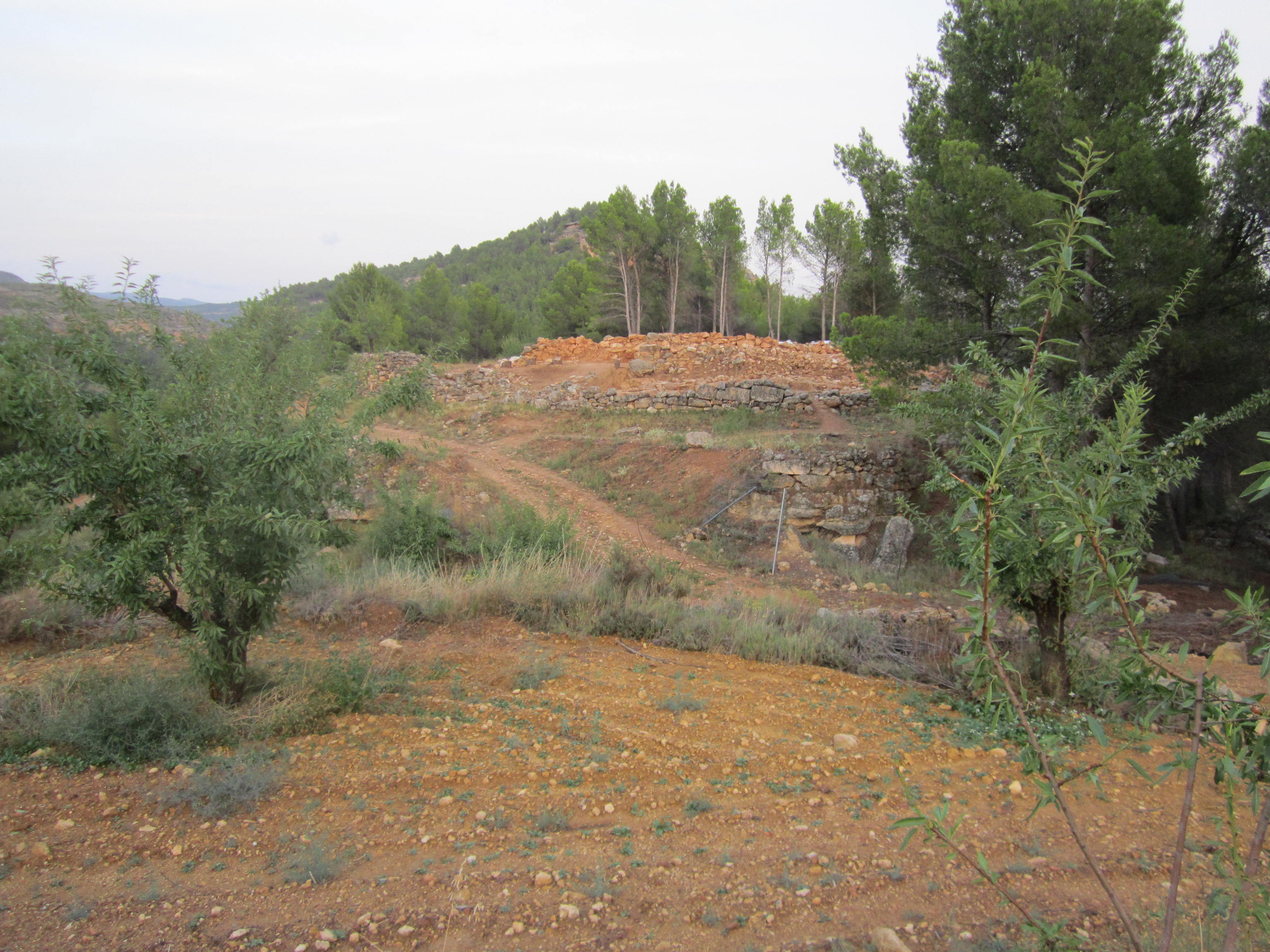
Entrada del yacimiento arqueológico.

La Celadilla fue un poblado ibero situado en el cerro del mismo nombre en el actual municipio de Ademuz (Comunidad Valenciana, España). 
Si bien todavía está siendo excavado, los hallazgos encontrados hasta la fecha han permitido determinar que se trataba de una pequeña aldea, probablemente de menos de media hectárea de extensión, que fue destruida en un incendio hacia el año 350 a. C. La aparición de los restos de dos individuos hace especial este yacimiento en el contexto de la cultura íbera porque los íberos incineraban a sus muertos.